# Nieva
Nieva – gmina w Hiszpanii, w prowincji Segowia, w Kastylii i León, o powierzchni 33,81 km². W 2011 roku gmina liczyła 344 mieszkańców.